# Constantin Gellrich
Constantin Gellrich, född 29 november 1843 i Glatz, Schlesien, död 22 november 1916 i Lidingö församling i Stockholms län,
var en tysk-svensk musiker. 
Gellrich studerade vid musikkonservatoriet i Leipzig 1859–62. Han anställdes som violinist i Meiningen 1862, blev konsertmästare i Stockholm vid Berns salong 1869, vid Nya teatern 1874 och vid Mindre teatern 1880, kapellmästare vid Lorensberg i Göteborg 1883 och vid Sveasalen i Stockholm 1887 samt konsertresande med eget kapell 1894.
Han var gift med Sofia Ulrika Hellberg (1857–1931).